# Antoinette van Saksen-Coburg-Saalfeld

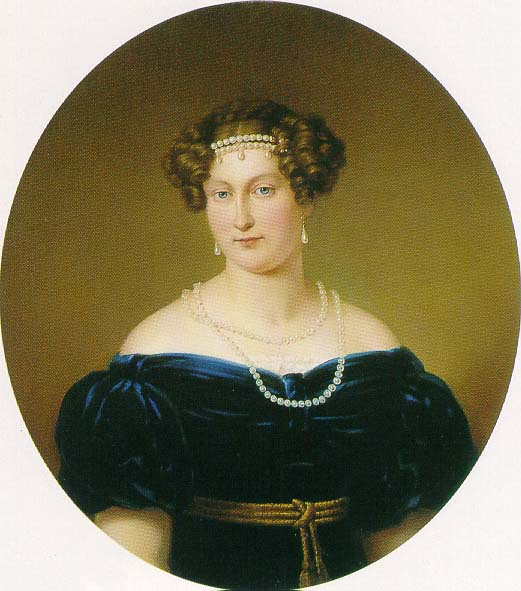
Portret van Antoinette van Saksen-Coburg-Saalfeld.

Antoinette Ernestine Amalia van Saksen-Coburg-Saalfeld (Coburg, 28 augustus 1779 - Sint-Petersburg, 14 maart 1824) was prinses van Saksen-Coburg-Saalfeld. Ze behoorde tot het huis Saksen-Coburg-Saalfeld, een zijtak van het huis Wettin.

## Levensloop
Antoinette was de tweede dochter van hertog Frans van Saksen-Coburg-Saalfeld uit diens huwelijk met Augusta van Reuss-Ebersdorf en Lobenstein, dochter van graaf Hendrik XXIV van Reuss-Ebersdorf. Ze was een oudere zus van koning Leopold I van België en tante van koningin Victoria van het Verenigd Koninkrijk en diens echtgenoot Albert van Saksen-Coburg en Gotha.
Op 17 november 1798 huwde ze in Coburg met prins Alexander Frederik van Württemberg (1771-1833), een jongere zoon van hertog Frederik Eugenius van Württemberg. Het echtpaar leefde in Rusland, waar haar echtgenoot als oom van tsaren Alexander I en Nicolaas I een militaire en politieke loopbaan volgde. Een zus van Alexander, Maria Fjodorovna, was immers de echtgenote van tsaar Paul I van Rusland.
Antoinette gold als een invloedrijke vrouw en was draagster van het grootkruis van de Orde van de Heilige Catharina. In maart 1824 overleed ze in Sint-Petersburg, op de leeftijd van 44 jaar. Ze werd bijgezet in de Vorstelijke Crypte van het Slot Friedenstein in Gotha, waar ook haar echtgenoot en haar twee jong gestorven zoon Paul en Frederik hun laatste rustplaats vonden.
Volgens Louise van Mecklenburg-Strelitz, koningin van Pruisen, zou Antoinette een buitenechtelijk kind gekregen hebben. Ze schreef haar broer George daarover op 18 mei 1802: " [...] De Württembergse heeft haar echtgenoot al twee jaar niet meer gesproken, maar kwam met een kind aangesneld. De vader is een heer van Höbel, een kanunnik. Ik weet dit alles van de hertog van Weimar en het is de heilige waarheid."

## Nakomelingen
Antoinette en haar echtgenoot Alexander van Württemberg kregen vijf kinderen:
- Marie (1799-1860), huwde in 1822 met haar oom, hertog Ernst I van Saksen-Coburg-Gotha.
- Paul (1800-1802)
- Alexander (1804-1881), Russisch generaal, huwde in 1837 met prinses Maria van Orléans.
- Ernst (1807-1868), Russisch generaal, huwde in 1860 met operazangeres Natalie Eschborn.
- Frederik (1810-1815)

## Kwartierstaat
| Frans Jozias van Saksen-Coburg-Saalfeld (1697-1764) | Frans Jozias van Saksen-Coburg-Saalfeld (1697-1764) | Frans Jozias van Saksen-Coburg-Saalfeld (1697-1764) | Frans Jozias van Saksen-Coburg-Saalfeld (1697-1764) | Frans Jozias van Saksen-Coburg-Saalfeld (1697-1764)   | Frans Jozias van Saksen-Coburg-Saalfeld (1697-1764)   | Anna Sophia van Schwarzburg-Rudolstadt (1700-1780)    | Anna Sophia van Schwarzburg-Rudolstadt (1700-1780)    | Anna Sophia van Schwarzburg-Rudolstadt (1700-1780)    | Anna Sophia van Schwarzburg-Rudolstadt (1700-1780)    | Anna Sophia van Schwarzburg-Rudolstadt (1700-1780) | Anna Sophia van Schwarzburg-Rudolstadt (1700-1780) |                                                   |                                                   | Ferdinand Albrecht II van Brunswijk-Wolfenbüttel (1680-1735) | Ferdinand Albrecht II van Brunswijk-Wolfenbüttel (1680-1735) | Ferdinand Albrecht II van Brunswijk-Wolfenbüttel (1680-1735) | Ferdinand Albrecht II van Brunswijk-Wolfenbüttel (1680-1735) | Ferdinand Albrecht II van Brunswijk-Wolfenbüttel (1680-1735) | Ferdinand Albrecht II van Brunswijk-Wolfenbüttel (1680-1735) | Antoinette Amalia van Brunswijk-Wolfenbüttel (1696-1772) | Antoinette Amalia van Brunswijk-Wolfenbüttel (1696-1772) | Antoinette Amalia van Brunswijk-Wolfenbüttel (1696-1772) | Antoinette Amalia van Brunswijk-Wolfenbüttel (1696-1772) | Antoinette Amalia van Brunswijk-Wolfenbüttel (1696-1772) | Antoinette Amalia van Brunswijk-Wolfenbüttel (1696-1772) |                                                |                                                | Hendrik XXIX van Reuss-Ebersdorf (1699-1747)   | Hendrik XXIX van Reuss-Ebersdorf (1699-1747)   | Hendrik XXIX van Reuss-Ebersdorf (1699-1747) | Hendrik XXIX van Reuss-Ebersdorf (1699-1747) | Hendrik XXIX van Reuss-Ebersdorf (1699-1747)                          | Hendrik XXIX van Reuss-Ebersdorf (1699-1747)                          | Sophie Theodora van Castell-Remlingen (1703-1777)                     | Sophie Theodora van Castell-Remlingen (1703-1777)                     | Sophie Theodora van Castell-Remlingen (1703-1777)                     | Sophie Theodora van Castell-Remlingen (1703-1777)                     | Sophie Theodora van Castell-Remlingen (1703-1777)     | Sophie Theodora van Castell-Remlingen (1703-1777)     |                                                       |                                                       | Georg August van Erbach-Schönberg (1691-1758)         | Georg August van Erbach-Schönberg (1691-1758)         | Georg August van Erbach-Schönberg (1691-1758)       | Georg August van Erbach-Schönberg (1691-1758)       | Georg August van Erbach-Schönberg (1691-1758)       | Georg August van Erbach-Schönberg (1691-1758)       | Ferdinande Henriette van Stolberg-Gedern (1699-1750) | Ferdinande Henriette van Stolberg-Gedern (1699-1750) | Ferdinande Henriette van Stolberg-Gedern (1699-1750) | Ferdinande Henriette van Stolberg-Gedern (1699-1750) | Ferdinande Henriette van Stolberg-Gedern (1699-1750) | Ferdinande Henriette van Stolberg-Gedern (1699-1750) |  |  |  |  |  |  |  |  |  |  |  |  |  |  |  |  |  |  |  |  |  |  |  |  |  |  |  |  |  |  |  |  |  |  |  |  |  |  |  |  |  |  |  |  |  |  |  |  |
| Frans Jozias van Saksen-Coburg-Saalfeld (1697-1764) | Frans Jozias van Saksen-Coburg-Saalfeld (1697-1764) | Frans Jozias van Saksen-Coburg-Saalfeld (1697-1764) | Frans Jozias van Saksen-Coburg-Saalfeld (1697-1764) | Frans Jozias van Saksen-Coburg-Saalfeld (1697-1764)   | Frans Jozias van Saksen-Coburg-Saalfeld (1697-1764)   | Anna Sophia van Schwarzburg-Rudolstadt (1700-1780)    | Anna Sophia van Schwarzburg-Rudolstadt (1700-1780)    | Anna Sophia van Schwarzburg-Rudolstadt (1700-1780)    | Anna Sophia van Schwarzburg-Rudolstadt (1700-1780)    | Anna Sophia van Schwarzburg-Rudolstadt (1700-1780) | Anna Sophia van Schwarzburg-Rudolstadt (1700-1780) |                                                   |                                                   | Ferdinand Albrecht II van Brunswijk-Wolfenbüttel (1680-1735) | Ferdinand Albrecht II van Brunswijk-Wolfenbüttel (1680-1735) | Ferdinand Albrecht II van Brunswijk-Wolfenbüttel (1680-1735) | Ferdinand Albrecht II van Brunswijk-Wolfenbüttel (1680-1735) | Ferdinand Albrecht II van Brunswijk-Wolfenbüttel (1680-1735) | Ferdinand Albrecht II van Brunswijk-Wolfenbüttel (1680-1735) | Antoinette Amalia van Brunswijk-Wolfenbüttel (1696-1772) | Antoinette Amalia van Brunswijk-Wolfenbüttel (1696-1772) | Antoinette Amalia van Brunswijk-Wolfenbüttel (1696-1772) | Antoinette Amalia van Brunswijk-Wolfenbüttel (1696-1772) | Antoinette Amalia van Brunswijk-Wolfenbüttel (1696-1772) | Antoinette Amalia van Brunswijk-Wolfenbüttel (1696-1772) |                                                |                                                | Hendrik XXIX van Reuss-Ebersdorf (1699-1747)   | Hendrik XXIX van Reuss-Ebersdorf (1699-1747)   | Hendrik XXIX van Reuss-Ebersdorf (1699-1747) | Hendrik XXIX van Reuss-Ebersdorf (1699-1747) | Hendrik XXIX van Reuss-Ebersdorf (1699-1747)                          | Hendrik XXIX van Reuss-Ebersdorf (1699-1747)                          | Sophie Theodora van Castell-Remlingen (1703-1777)                     | Sophie Theodora van Castell-Remlingen (1703-1777)                     | Sophie Theodora van Castell-Remlingen (1703-1777)                     | Sophie Theodora van Castell-Remlingen (1703-1777)                     | Sophie Theodora van Castell-Remlingen (1703-1777)     | Sophie Theodora van Castell-Remlingen (1703-1777)     |                                                       |                                                       | Georg August van Erbach-Schönberg (1691-1758)         | Georg August van Erbach-Schönberg (1691-1758)         | Georg August van Erbach-Schönberg (1691-1758)       | Georg August van Erbach-Schönberg (1691-1758)       | Georg August van Erbach-Schönberg (1691-1758)       | Georg August van Erbach-Schönberg (1691-1758)       | Ferdinande Henriette van Stolberg-Gedern (1699-1750) | Ferdinande Henriette van Stolberg-Gedern (1699-1750) | Ferdinande Henriette van Stolberg-Gedern (1699-1750) | Ferdinande Henriette van Stolberg-Gedern (1699-1750) | Ferdinande Henriette van Stolberg-Gedern (1699-1750) | Ferdinande Henriette van Stolberg-Gedern (1699-1750) |  |  |  |  |  |  |  |  |  |  |  |  |  |  |  |  |  |  |  |  |  |  |  |  |  |  |  |  |  |  |  |  |  |  |  |  |  |  |  |  |  |  |  |  |  |  |  |  |
|                                                     |                                                     |                                                     |                                                     |                                                       |                                                       |                                                       |                                                       |                                                       |                                                       |                                                    |                                                    |                                                   |                                                   |                                                              |                                                              |                                                              |                                                              |                                                              |                                                              |                                                          |                                                          |                                                          |                                                          |                                                          |                                                          |                                                |                                                |                                                |                                                |                                              |                                              |                                                                       |                                                                       |                                                                       |                                                                       |                                                                       |                                                                       |                                                       |                                                       |                                                       |                                                       |                                                       |                                                       |                                                     |                                                     |                                                     |                                                     |                                                      |                                                      |                                                      |                                                      |                                                      |                                                      |  |  |  |  |  |  |  |  |  |  |  |  |  |  |  |  |  |  |  |  |  |  |  |  |  |  |  |  |  |  |  |  |  |  |  |  |  |  |  |  |  |  |  |  |  |  |  |  |
|                                                     |                                                     |                                                     |                                                     | Ernst Frederik van Saksen-Coburg-Saalfeld (1724–1800) | Ernst Frederik van Saksen-Coburg-Saalfeld (1724–1800) | Ernst Frederik van Saksen-Coburg-Saalfeld (1724–1800) | Ernst Frederik van Saksen-Coburg-Saalfeld (1724–1800) | Ernst Frederik van Saksen-Coburg-Saalfeld (1724–1800) | Ernst Frederik van Saksen-Coburg-Saalfeld (1724–1800) |                                                    |                                                    |                                                   |                                                   |                                                              |                                                              | Sofie Antoinette van Brunswijk-Wolfenbüttel (1724-1802)      | Sofie Antoinette van Brunswijk-Wolfenbüttel (1724-1802)      | Sofie Antoinette van Brunswijk-Wolfenbüttel (1724-1802)      | Sofie Antoinette van Brunswijk-Wolfenbüttel (1724-1802)      | Sofie Antoinette van Brunswijk-Wolfenbüttel (1724-1802)  | Sofie Antoinette van Brunswijk-Wolfenbüttel (1724-1802)  |                                                          |                                                          |                                                          |                                                          |                                                |                                                |                                                |                                                |                                              |                                              | Hendrik XXIV van Reuss-Ebersdorf (1724-1779)                          | Hendrik XXIV van Reuss-Ebersdorf (1724-1779)                          | Hendrik XXIV van Reuss-Ebersdorf (1724-1779)                          | Hendrik XXIV van Reuss-Ebersdorf (1724-1779)                          | Hendrik XXIV van Reuss-Ebersdorf (1724-1779)                          | Hendrik XXIV van Reuss-Ebersdorf (1724-1779)                          |                                                       |                                                       |                                                       |                                                       |                                                       |                                                       | Caroline Ernestine van Erbach-Schönberg (1727-1796) | Caroline Ernestine van Erbach-Schönberg (1727-1796) | Caroline Ernestine van Erbach-Schönberg (1727-1796) | Caroline Ernestine van Erbach-Schönberg (1727-1796) | Caroline Ernestine van Erbach-Schönberg (1727-1796)  | Caroline Ernestine van Erbach-Schönberg (1727-1796)  |                                                      |                                                      |                                                      |                                                      |  |  |  |  |  |  |  |  |  |  |  |  |  |  |  |  |  |  |  |  |  |  |  |  |  |  |  |  |  |  |  |  |  |  |  |  |  |  |  |  |  |  |  |  |  |  |  |  |
|                                                     |                                                     |                                                     |                                                     | Ernst Frederik van Saksen-Coburg-Saalfeld (1724–1800) | Ernst Frederik van Saksen-Coburg-Saalfeld (1724–1800) | Ernst Frederik van Saksen-Coburg-Saalfeld (1724–1800) | Ernst Frederik van Saksen-Coburg-Saalfeld (1724–1800) | Ernst Frederik van Saksen-Coburg-Saalfeld (1724–1800) | Ernst Frederik van Saksen-Coburg-Saalfeld (1724–1800) |                                                    |                                                    |                                                   |                                                   |                                                              |                                                              | Sofie Antoinette van Brunswijk-Wolfenbüttel (1724-1802)      | Sofie Antoinette van Brunswijk-Wolfenbüttel (1724-1802)      | Sofie Antoinette van Brunswijk-Wolfenbüttel (1724-1802)      | Sofie Antoinette van Brunswijk-Wolfenbüttel (1724-1802)      | Sofie Antoinette van Brunswijk-Wolfenbüttel (1724-1802)  | Sofie Antoinette van Brunswijk-Wolfenbüttel (1724-1802)  |                                                          |                                                          |                                                          |                                                          |                                                |                                                |                                                |                                                |                                              |                                              | Hendrik XXIV van Reuss-Ebersdorf (1724-1779)                          | Hendrik XXIV van Reuss-Ebersdorf (1724-1779)                          | Hendrik XXIV van Reuss-Ebersdorf (1724-1779)                          | Hendrik XXIV van Reuss-Ebersdorf (1724-1779)                          | Hendrik XXIV van Reuss-Ebersdorf (1724-1779)                          | Hendrik XXIV van Reuss-Ebersdorf (1724-1779)                          |                                                       |                                                       |                                                       |                                                       |                                                       |                                                       | Caroline Ernestine van Erbach-Schönberg (1727-1796) | Caroline Ernestine van Erbach-Schönberg (1727-1796) | Caroline Ernestine van Erbach-Schönberg (1727-1796) | Caroline Ernestine van Erbach-Schönberg (1727-1796) | Caroline Ernestine van Erbach-Schönberg (1727-1796)  | Caroline Ernestine van Erbach-Schönberg (1727-1796)  |                                                      |                                                      |                                                      |                                                      |  |  |  |  |  |  |  |  |  |  |  |  |  |  |  |  |  |  |  |  |  |  |  |  |  |  |  |  |  |  |  |  |  |  |  |  |  |  |  |  |  |  |  |  |  |  |  |  |
|                                                     |                                                     |                                                     |                                                     |                                                       |                                                       |                                                       |                                                       |                                                       |                                                       | Frans van Saksen-Coburg-Saalfeld (1750-1806)       | Frans van Saksen-Coburg-Saalfeld (1750-1806)       | Frans van Saksen-Coburg-Saalfeld (1750-1806)      | Frans van Saksen-Coburg-Saalfeld (1750-1806)      | Frans van Saksen-Coburg-Saalfeld (1750-1806)                 | Frans van Saksen-Coburg-Saalfeld (1750-1806)                 |                                                              |                                                              |                                                              |                                                              |                                                          |                                                          |                                                          |                                                          |                                                          |                                                          |                                                |                                                |                                                |                                                |                                              |                                              |                                                                       |                                                                       |                                                                       |                                                                       |                                                                       |                                                                       | Augusta van Reuss-Ebersdorf en Lobenstein (1757-1831) | Augusta van Reuss-Ebersdorf en Lobenstein (1757-1831) | Augusta van Reuss-Ebersdorf en Lobenstein (1757-1831) | Augusta van Reuss-Ebersdorf en Lobenstein (1757-1831) | Augusta van Reuss-Ebersdorf en Lobenstein (1757-1831) | Augusta van Reuss-Ebersdorf en Lobenstein (1757-1831) |                                                     |                                                     |                                                     |                                                     |                                                      |                                                      |                                                      |                                                      |                                                      |                                                      |  |  |  |  |  |  |  |  |  |  |  |  |  |  |  |  |  |  |  |  |  |  |  |  |  |  |  |  |  |  |  |  |  |  |  |  |  |  |  |  |  |  |  |  |  |  |  |  |
|                                                     |                                                     |                                                     |                                                     |                                                       |                                                       |                                                       |                                                       |                                                       |                                                       | Frans van Saksen-Coburg-Saalfeld (1750-1806)       | Frans van Saksen-Coburg-Saalfeld (1750-1806)       | Frans van Saksen-Coburg-Saalfeld (1750-1806)      | Frans van Saksen-Coburg-Saalfeld (1750-1806)      | Frans van Saksen-Coburg-Saalfeld (1750-1806)                 | Frans van Saksen-Coburg-Saalfeld (1750-1806)                 |                                                              |                                                              |                                                              |                                                              |                                                          |                                                          |                                                          |                                                          |                                                          |                                                          |                                                |                                                |                                                |                                                |                                              |                                              |                                                                       |                                                                       |                                                                       |                                                                       |                                                                       |                                                                       | Augusta van Reuss-Ebersdorf en Lobenstein (1757-1831) | Augusta van Reuss-Ebersdorf en Lobenstein (1757-1831) | Augusta van Reuss-Ebersdorf en Lobenstein (1757-1831) | Augusta van Reuss-Ebersdorf en Lobenstein (1757-1831) | Augusta van Reuss-Ebersdorf en Lobenstein (1757-1831) | Augusta van Reuss-Ebersdorf en Lobenstein (1757-1831) |                                                     |                                                     |                                                     |                                                     |                                                      |                                                      |                                                      |                                                      |                                                      |                                                      |  |  |  |  |  |  |  |  |  |  |  |  |  |  |  |  |  |  |  |  |  |  |  |  |  |  |  |  |  |  |  |  |  |  |  |  |  |  |  |  |  |  |  |  |  |  |  |  |
|                                                     |                                                     |                                                     |                                                     |                                                       |                                                       |                                                       |                                                       |                                                       |                                                       |                                                    |                                                    |                                                   |                                                   |                                                              |                                                              |                                                              |                                                              |                                                              |                                                              |                                                          |                                                          |                                                          |                                                          |                                                          |                                                          |                                                |                                                |                                                |                                                |                                              |                                              |                                                                       |                                                                       |                                                                       |                                                                       |                                                                       |                                                                       |                                                       |                                                       |                                                       |                                                       |                                                       |                                                       |                                                     |                                                     |                                                     |                                                     |                                                      |                                                      |                                                      |                                                      |                                                      |                                                      |  |  |  |  |  |  |  |  |  |  |  |  |  |  |  |  |  |  |  |  |  |  |  |  |  |  |  |  |  |  |  |  |  |  |  |  |  |  |  |  |  |  |  |  |  |  |  |  |
|                                                     |                                                     |                                                     |                                                     |                                                       |                                                       |                                                       |                                                       |                                                       |                                                       |                                                    |                                                    |                                                   |                                                   |                                                              |                                                              |                                                              |                                                              |                                                              |                                                              |                                                          |                                                          |                                                          |                                                          |                                                          |                                                          |                                                |                                                |                                                |                                                |                                              |                                              |                                                                       |                                                                       |                                                                       |                                                                       |                                                                       |                                                                       |                                                       |                                                       |                                                       |                                                       |                                                       |                                                       |                                                     |                                                     |                                                     |                                                     |                                                      |                                                      |                                                      |                                                      |                                                      |                                                      |  |  |  |  |  |  |  |  |  |  |  |  |  |  |  |  |  |  |  |  |  |  |  |  |  |  |  |  |  |  |  |  |  |  |  |  |  |  |  |  |  |  |  |  |  |  |  |  |
| Sophie van Saksen-Coburg-Saalfeld (1778-1835)       | Sophie van Saksen-Coburg-Saalfeld (1778-1835)       | Sophie van Saksen-Coburg-Saalfeld (1778-1835)       | Sophie van Saksen-Coburg-Saalfeld (1778-1835)       | Sophie van Saksen-Coburg-Saalfeld (1778-1835)         | Sophie van Saksen-Coburg-Saalfeld (1778-1835)         |                                                       |                                                       | Antoinette van Saksen-Coburg-Saalfeld (1779-1825)     | Antoinette van Saksen-Coburg-Saalfeld (1779-1825)     | Antoinette van Saksen-Coburg-Saalfeld (1779-1825)  | Antoinette van Saksen-Coburg-Saalfeld (1779-1825)  | Antoinette van Saksen-Coburg-Saalfeld (1779-1825) | Antoinette van Saksen-Coburg-Saalfeld (1779-1825) |                                                              |                                                              | Juliana van Saksen-Coburg-Saalfeld (1781-1860)               | Juliana van Saksen-Coburg-Saalfeld (1781-1860)               | Juliana van Saksen-Coburg-Saalfeld (1781-1860)               | Juliana van Saksen-Coburg-Saalfeld (1781-1860)               | Juliana van Saksen-Coburg-Saalfeld (1781-1860)           | Juliana van Saksen-Coburg-Saalfeld (1781-1860)           |                                                          |                                                          | Ernst I van Saksen-Coburg en Gotha (1784-1844)           | Ernst I van Saksen-Coburg en Gotha (1784-1844)           | Ernst I van Saksen-Coburg en Gotha (1784-1844) | Ernst I van Saksen-Coburg en Gotha (1784-1844) | Ernst I van Saksen-Coburg en Gotha (1784-1844) | Ernst I van Saksen-Coburg en Gotha (1784-1844) |                                              |                                              | Ferdinand George August van Saksen-Coburg-Saalfeld-Koháry (1785-1851) | Ferdinand George August van Saksen-Coburg-Saalfeld-Koháry (1785-1851) | Ferdinand George August van Saksen-Coburg-Saalfeld-Koháry (1785-1851) | Ferdinand George August van Saksen-Coburg-Saalfeld-Koháry (1785-1851) | Ferdinand George August van Saksen-Coburg-Saalfeld-Koháry (1785-1851) | Ferdinand George August van Saksen-Coburg-Saalfeld-Koháry (1785-1851) |                                                       |                                                       | Victoire van Saksen-Coburg-Saalfeld (1786-1861)       | Victoire van Saksen-Coburg-Saalfeld (1786-1861)       | Victoire van Saksen-Coburg-Saalfeld (1786-1861)       | Victoire van Saksen-Coburg-Saalfeld (1786-1861)       | Victoire van Saksen-Coburg-Saalfeld (1786-1861)     | Victoire van Saksen-Coburg-Saalfeld (1786-1861)     |                                                     |                                                     | Leopold I van België (1790-1865)                     | Leopold I van België (1790-1865)                     | Leopold I van België (1790-1865)                     | Leopold I van België (1790-1865)                     | Leopold I van België (1790-1865)                     | Leopold I van België (1790-1865)                     |  |  |  |  |  |  |  |  |  |  |  |  |  |  |  |  |  |  |  |  |  |  |  |  |  |  |  |  |  |  |  |  |  |  |  |  |  |  |  |  |  |  |  |  |  |  |  |  |